# Skała nad Grotą

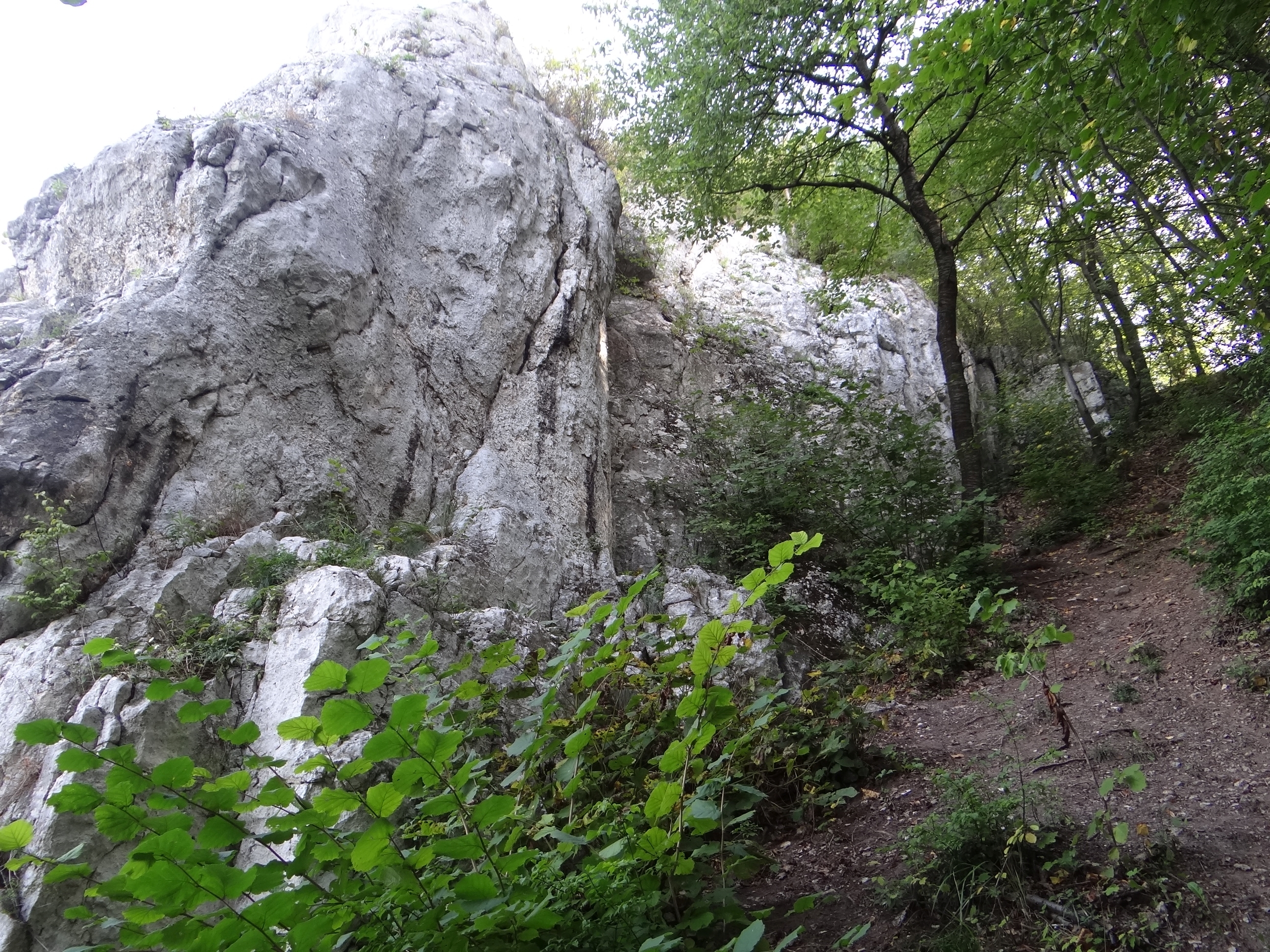

Skała nad Grotą – skała w Dolinie Kluczwody na Wyżynie Olkuskiej, w miejscowości Wierzchowie, w województwie małopolskim, w powiecie krakowskim, w gminie Wielka Wieś. Znajduje się w górnej części orograficznie lewych zboczy doliny, w grupie skał wznoszących się na stoku Berda nad drogą w Wierzchowiu, zaraz powyżej Mamutowej Skały z Jaskinią Mamutową. Na mapie Geoportalu jest opisana łącznie z Mamutową Skałą jako Mamutowa. 
Jest to znajdująca się w lesie wapienna skała tworząca skalny grzebień wznoszący się stromo nad Mamutową Skałą. Od asfaltowej szosy przez Wierzchowie prowadzi do niej nieznakowana ścieżka wydeptana przez wspinaczy skalnych. Poprowadzili oni na niej 12 dróg wspinaczkowych o trudności IV+ – VI.3 w skali Kurtyki. Mają wystawę południowo-wschodnią.